# Немовичі (селище)
Немовичі — селище в Україні, у Немовицькій сільській громаді Сарненського району Рівненської області. Населення становить 54 осіб. Розташоване при залізничній станції Немовичі.

## Населення
За переписом населення 2001 року в селі мешкала 51 особа.

### Мова
Розподіл населення за рідною мовою за даними перепису 2001 року:
| Мова       | Відсоток |
| ---------- | -------- |
| українська | 94,44 %  |
| білоруська | 5,56 %   |